# Guerre herero
Le guerre herero furono una serie di conflitti coloniali avvenuti tra l'Impero tedesco e gli Herero, i Nama e altre popolazioni locali nella colonia dell'Africa Tedesca del Sud-Ovest (attuale Namibia), avvenuti tra il 1904 e il 1908 e che portarono al genocidio degli Herero e dei Nama.
Il conflitto ebbe inizio dalla ribellione del popolo Herero (a cui si aggiunse in un secondo momento il popolo Nama) contro l'autorità coloniale tedesca. Il generale Lothar von Trotha, incaricato di sopprimere la ribellione, utilizzò pratiche di guerra non convenzionali che includevano l'avvelenamento dei pozzi e altre misure che portarono alla morte per fame e per sete di una rilevante percentuale della popolazione Herero e Nama. Fu lo sforzo militare più ingente compiuto dalla Germania prima della prima guerra mondiale, non essendo i tedeschi abituati alle condizioni del deserto, senza strade, telegrafi o vie d'acqua per agevolare i movimenti.

## Contesto

### Namibia pre-coloniale
La Namibia era abitata da vari popoli di lingua bantu, tra cui il dominante era quello Herero,una tribù di allevatori di bestiame che abitano nel Damaraland, nel Nord della Namibia: dopo alcuni conflitti con altre popolazioni locali (durante i quali vennero usate armi da fuoco comprate dagli europei) gli Herero avevano stabilito la loro supremazia sui Nama e sugli Orlam.

### La colonizzazione tedesca e il casus belli
A partire dagli anni 1830 la Namibia cominciò a essere meta degli europei, principalmente missionari protestanti, mercanti e avventurieri, i quali venivano tollerati dalla popolazione e dai capi locali perché gli europei rispettavano il governo dei nativi ed erano gli unici che commerciavano armi da fuoco con gli Herero.
La situazione cambiò nel 1884, all'epoca della spartizione dell'Africa fra le potenze coloniali europee, quando l'odierna Namibia fu dichiarata protettorato tedesco; all'epoca era l'unico territorio d'oltremare considerato adatto per lo stanziamento dei bianchi acquisito dalla Germania. In questa terra arida e scarsamente popolata, vennero inviati 2000 coloni, in maggioranza uomini. I tedeschi incontrarono la resistenza di diverse popolazioni locali alla loro occupazione, anche se nel 1894 venne siglato un accordo con i Khoikhoi. In quell'anno Theodor Leutwein divenne Amministratore imperiale della colonia, che entrò in un periodo di rapido sviluppo, mentre la Germania inviava le truppe imperiali chiamate Schutztruppe per pacificare la regione.
Nel 1903 c'erano circa 4 500 coloni bianchi (di cui circa 3 000 tedeschi) in Namibia, soprattutto concentrati nelle nuove città di Lüderitz, Swakopmund e Windhoek, la capitale. La politica coloniale tedesca, per quanto migliore di quella francese o belga, era apertamente non egualitaria: i coloni furono incoraggiati a sottrarre la terra alle popolazioni locali, i nativi (compresi gli Herero) vennero adoperati come schiavi, e le risorse di rilievo (in particolare le miniere di diamanti) venivano sfruttate dai tedeschi. Questa situazione creò un crescente malcontento. Gli Herero giudicarono la situazione intollerabile; Samuel Maharero, il loro condottiero, guidò il suo popolo in una grande sollevazione contro i tedeschi; il 12 gennaio 1904 vennero sferrati i primi attacchi. La maggior parte delle fattorie dei coloni venne distrutta, e almeno 123 tedeschi furono uccisi; fra loro anche sette boeri e tre donne.

## Conflitto armato

### Insurrezione Herero

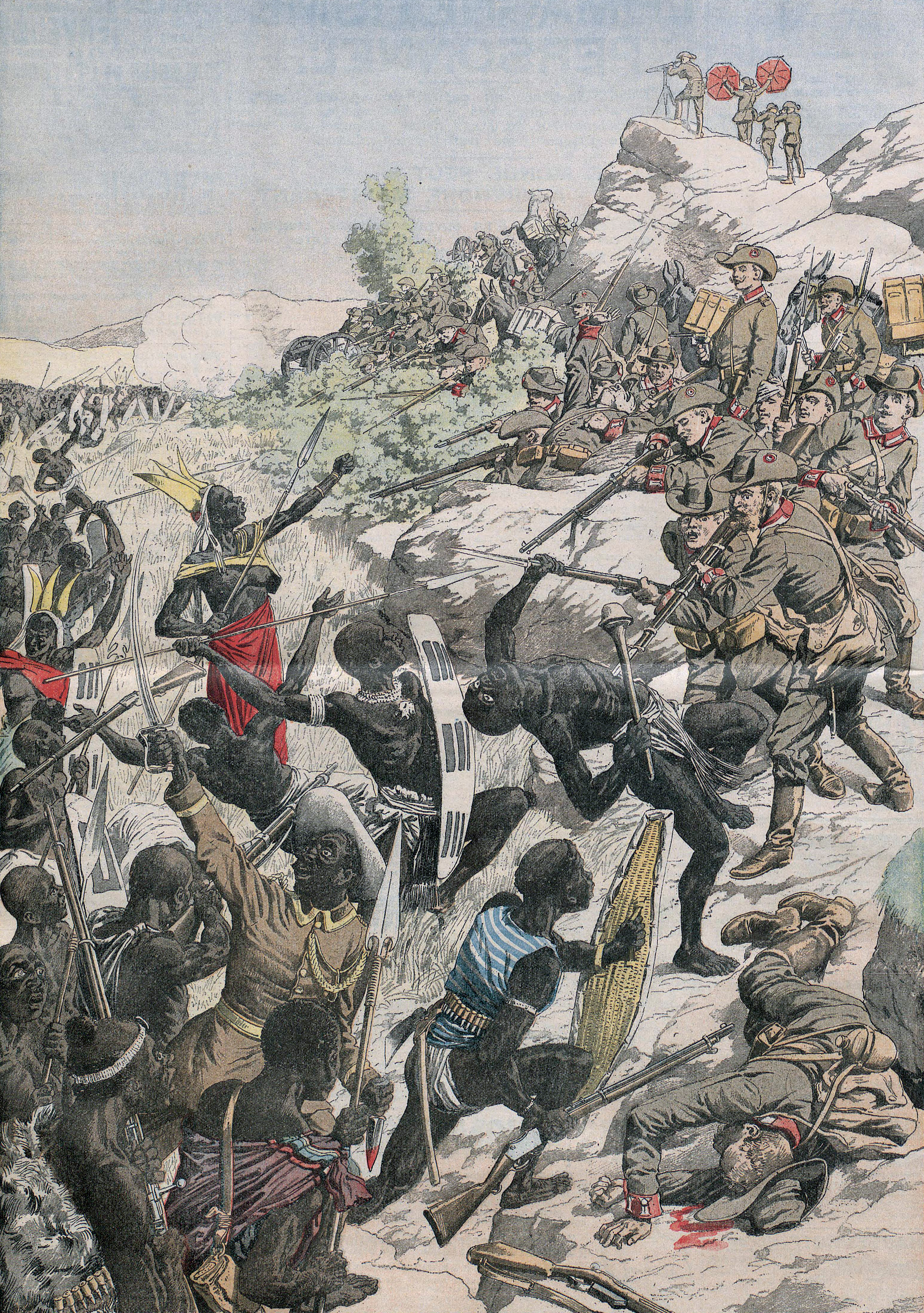
Soldati tedeschi a Windhoek, assediati dagli Herero, 21 febbraio 1904

Le Schutztruppe, che contavano meno di 800 soldati e pochi ausiliari, ebbero inizialmente notevoli difficoltà a contenere gli insorti. Gli Herero arrivarono persino ad assediare le città di Okahandja e Windhoek e a distruggere il ponte ferroviario verso Osona. Sempre nel 1904, anche i Nama tornarono a sollevarsi, guidati da Hendrik Witbooi e Jakob Morenga (detto "il Napoleone nero").
Il 14 gennaio 1904 le forze di Maharero raggiunsero Omarasa e distrussero gli uffici postali di Waldau e di Waterberg. Inoltre, il presidio militare di Waterberg fu sconfitto dai ribelli herero e tutti i soldati, comandati dal sottoufficiale Gustav Rademacher, vennero uccisi.
Il 16 gennaio la città di Gobasis venne assediata e un’intera compagnia militare tedesca venne annientata nei pressi di Otjiwarongo.

### Controffensiva tedesca

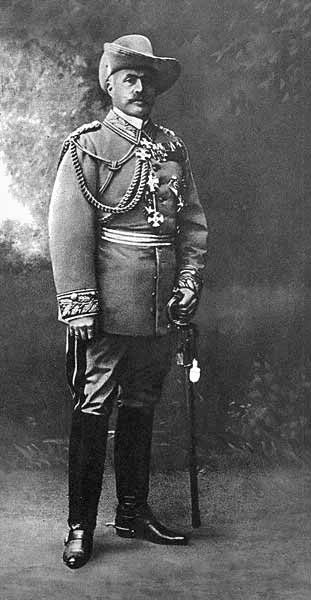
Lothar von Trotha

Con le Schutztruppe che avevano perso il controllo della colonia, Leutwein fu costretto a richiedere al governo di Berlino rinforzi e un ufficiale d'esperienza per risolvere la crisi. Il 3 maggio il tenente generale Lothar von Trotha venne nominato Comandante supremo ("Oberbefehlshaber") dell'Africa del Sud-Ovest e l'11 giugno arrivò con un contingente di 14 000 soldati. Gli Herero condussero una sfrenata guerriglia contro i coloni e i soldati, utilizzando la loro conoscenza del territorio, impedendo ai tedeschi di utilizzare l'artiglieria e le mitragliatrici. L'esercito di von Trotha dovette sostenere varie difficoltà, tra cui il clima caldo e arido e il terreno scabroso, oltre alla guerra asimmetrica dei nemici. La situazione volse a favore di von Trotha dopo la battaglia di Waterberg, l'11 agosto 1904, durante la quale i tedeschi riuscirono a sconfiggere 5000 Herero, ma non furono in grado di circondare ed eliminare i sopravvissuti in ritirata.
Le forze tedesche li inseguirono e tennero sotto pressione, evitando che gruppi di Herero si allontanassero dal contingente in fuga e sospingendoli verso il deserto di Omaheke. Meno di 1000 profughi, alla guida di Maharero, riuscirono ad attraversare il Kalahari e raggiunsero il territorio britannico del Bechuanaland, dove ricevettero asilo politico. Nell'ottobre 1904 von Trotha ordinò di uccidere ogni uomo Herero nei confini della colonia e di cacciare le donne e i bambini nel deserto, l'ordine venne revocato alla fine del 1904 e gli Herero vennero costretti in campi di concentramento o al lavoro forzato. Nel 1908 i tedeschi avevano completo controllo sul territorio e le operazioni militari terminarono.

## Esito
Per gli Herero la guerra fu un duro colpo e soffrirono moltissime perdite sia civili sia militari.
La vittoria tedesca fu di breve durata: sei anni dopo cominciò la prima guerra mondiale e nel 1915 le truppe britanniche occuparono la Namibia, che diventò un mandato del Sud Africa nel 1920.